# René Émard
René Émard (1914-1984) est un militaire, syndicaliste et homme politique québécois.

## Biographie
René Émard est né le 1er septembre 1914 à Châteauguay et baptisé à la paroisse St-Joachim Châteauguay. Fils d'Ernest Émard forgeron et Éva Lapalme. La famille déménage à Montréal quelques années plus tard. Il épouse Yvette Lauzon (Wilfrid & Fédora Dumouchel) le 29 août 1942 paroisse St-Irenée Montréal. En 1949 il habite avec sa femme le 4418 rue Laurier Montréal on le dit ferblantier. Le couple déménage à l'Ile Perrot  et y vivront jusqu'à leur décès.
Il participe à la Deuxième Guerre mondiale notamment comme lieutenant dans le Régiment de Maisonneuve, suivi du Régiment de la Chaudière. Il devient chef syndical pour la compagnie Northern Electric.

### Carrière politique
René Émard fut élu pour la première fois à la Chambre des communes du Canada lors des élections de 1963 dans la circonscription fédérale de Vaudreuil—Soulanges. Réélu en 1965 puis en 1968 dans la nouvelle circonscription de Vaudreuil, M. Émard avait choisi de ne pas se représenter aux prochaines élections fédérales de 1972. C'est le député libéral Harold Thomas Herbert qui lui succéda. Après la scène politique fédérale, de 1977 à 1981, il est maire de la ville de L'Île-Perrot.

## Hommages
Au moins 2 rues portent son nom dont une à Pierrefonds